# Son Sen
Son Sen (12 juin 1930 – 10 juin 1997) était un homme politique cambodgien, dignitaire khmer rouge.
Membre du comité central du Parti communiste du Kampuchéa de 1974 à 1992, il fut ministre de la défense du Kampuchéa démocratique. Également responsable de la police secrète, il était chargé de gérer les différents centres d'interrogatoires du régime.
Replié dans la jungle à partir de 1979, il sera exécuté par les derniers fidèles de Pol Pot en 1997 avec sa femme Yun Yat, ancienne ministre khmère rouge de l'information, et tous les membres de sa famille.

## Biographie
Il est né en 1930 dans la province sud vietnamienne de Trà Vinh et y grandit au sein de la minorité khmère Krom.
En 1946, il vient à Phnom Penh poursuivre ses études à l’École normale d’instituteurs. Il se rapproche du parti démocrate qui forme bientôt le gouvernement et lui obtient une bourse pour étudier en France. Il fait d’abord un stage à l’École Normale de Melun puis monte à Paris où il fait une classe préparatoire en lettres à la Sorbonne. Il rejoint un groupe d’étudiants marxistes cambodgiens qui allaient devenir une vingtaine d’années plus tard, certains des plus hauts dignitaires khmers rouges (Saloth Sar alias Pol Pot, Kim Trang futur Ieng Sary, Khieu Thirith, …). Mais il doit retourner au Cambodge en 1953, sa bourse lui ayant été supprimée à cause de ses « activités subversives ».
À son retour, il réintègre l’École Nationale d’Instituteurs, devenu entretemps l’Institut National de Pédagogie, en tant que directeur des études. Ce poste lui permettra de rallier à ses idées, bon nombre de futurs enseignants qu’il doit former. En 1956, il est nommé vice-directeur de l’école, mais ses opinions antimonarchistes lui valent rapidement des sanctions disciplinaires. En 1960, il entre au Parti révolutionnaire du peuple du Kampuchéa (PRPK), dirigé par Tou Samouth et qui deviendra Parti communiste du Kampuchéa en 1966. Mais les engagements de Son Sen allaient bientôt lui valoir de nouveaux ennuis. En 1962, accusé de répandre des idées en contradiction avec la ligne gouvernementale, il sera muté à Takeo comme principal d’un collège.
En 1963, il doit prendre le maquis, caché dans le coffre d'une voiture de l'ambassade de Chine pour échapper à la police secrète de Norodom Sihanouk. Il va rapidement rejoindre la province de Rotanah Kiri pour mener à bien l’agitation anti-gouvernementale auprès des minorités ethniques.
À la fin des années 1960, avec le développement de la guérilla, Sen s’était forgé une réputation de meneur d’hommes et avait gravi les échelons au sein du parti. En 1968, il avait mené plusieurs révoltes dans le sud-ouest du pays et certaines sources lui attribuent la direction du comité politique des provinces de Kampot, Kampong Spoe et Takeo.
Après sa déposition en 1970 et la mise en place de la république khmère, Norodom Sihanouk forme depuis Pékin avec ses anciens ennemis communistes le Gouvernement royal d'union nationale du Kampuchéa (GRUNK) en exil. Même si Son Sen n’en fait pas partie, il garde quand même une position importante au sein des troupes khmères rouges. Avec Ieng Sary, il dirige la zone nord-est, une des places fortes de la guérilla. En 1972, il prend la direction de l'ensemble des forces armées khmères rouges qui doivent lutter contre le gouvernement de Lon Nol.
En 1975, lorsque les khmers rouges s’emparent du pouvoir à Phnom Penh, il pilote l'évacuation totale de la capitale. Il devient vice premier ministre, puis, en 1976, ministre de la défense. Il gère aussi le Santebal, la police secrète, et, à ce titre il supervise les opérations du centre de Tuol Sleng - plus connu sous le nom de code S21 - et participe activement à la mise en place des méthodes d’interrogatoire et de torture.
Au début de 1979, après une faible période de disgrâce liée à la déroute de l’armée placée sous sa responsabilité devant l’avance vietnamienne, il conserve son commandement qu’il exerce depuis les maquis de la frontière thaïlandaise. Il est même confirmé en 1982, quand il est nommé représentant khmer rouge du comité de défense du Gouvernement de Coalition du Kampuchéa Démocratique (en) (GCKD) qui comprend également des partisans de Norodom Sihanouk et ceux de Son Sann, théoriquement unis pour renverser le régime de la République populaire du Kampuchéa installé à Phnom Penh par les autorités vietnamiennes. Toutefois, sur le plan militaire, cette alliance paraissait totalement déséquilibrée, les partisans de Pol Pot constituant la majeure partie des effectifs.
À la suite des accords de paix de Paris en octobre 1991, Son Sen et Khieu Samphân reviennent à Phnom Penh pour négocier avec l’APRONUC et le nouveau gouvernement cambodgien, mais ce retour provoque une émeute et les deux dirigeants doivent regagner promptement la Thaïlande.
En mai 1992, il est écarté du commandement par Ta Mok, à la suite d'un différend au sein de l’appareil khmer rouge, sur la nécessité de poursuivre ou non les négociations.
Il est assassiné sur ordre de Pol Pot le 10 juin 1997 à Kbal Ansoang,. L’ancien dirigeant khmer rouge pensait que Son Sen négociait sa reddition aux autorités de Phnom Penh et avait de ce fait ordonné sa mise à mort ainsi que celle de toute sa famille. Les 13 membres du clan, y compris femmes et enfants furent exécutés avant que leurs corps ne soient écrasés par des camions.